# Lídia Litviak
Lídia Vladímirovna Litviak (en rus: Ли́дия (Лилия) Влади́мировна Литвя́к) (18 d'agost de 1921 - 1 d'agost de 1943), també coneguda amb el nom de Lily Litviak, va ser una pilot de caça de la Força Aèria Soviètica i as de l'aviació durant la Segona Guerra Mundial. Va resultar especialment notòria la seva intervenció a la batalla de Stalingrad.
Amb dotze victòries en solitari i de dues a quatre compartides, va esdevenir un dels dos asos femenins de la història de l'aviació, sent l'altra la seva camarada Kàtia Budànova. Anomenada La Rosa Blanca de Stalingrad, Lídia ja comptava amb 168 missions i 12 victòries a l'edat de 21 anys. El seu nom de guerra se li va aplicar per la lila blanca que va pintar a cada un dels costats de la cabina del seu avió Iak-1.

## Formació
Nascuda a Moscou, a la Lídia li agradava l'aviació des de petita. Amb 14 anys va ingressar en un aeroclub popular soviètic, i amb 15 va pilotar un avió per primera vegada. Als 16 va obtenir la seva llicència de pilot i al voltant dels 18, la d'instructora de vol.

## Segona Guerra Mundial

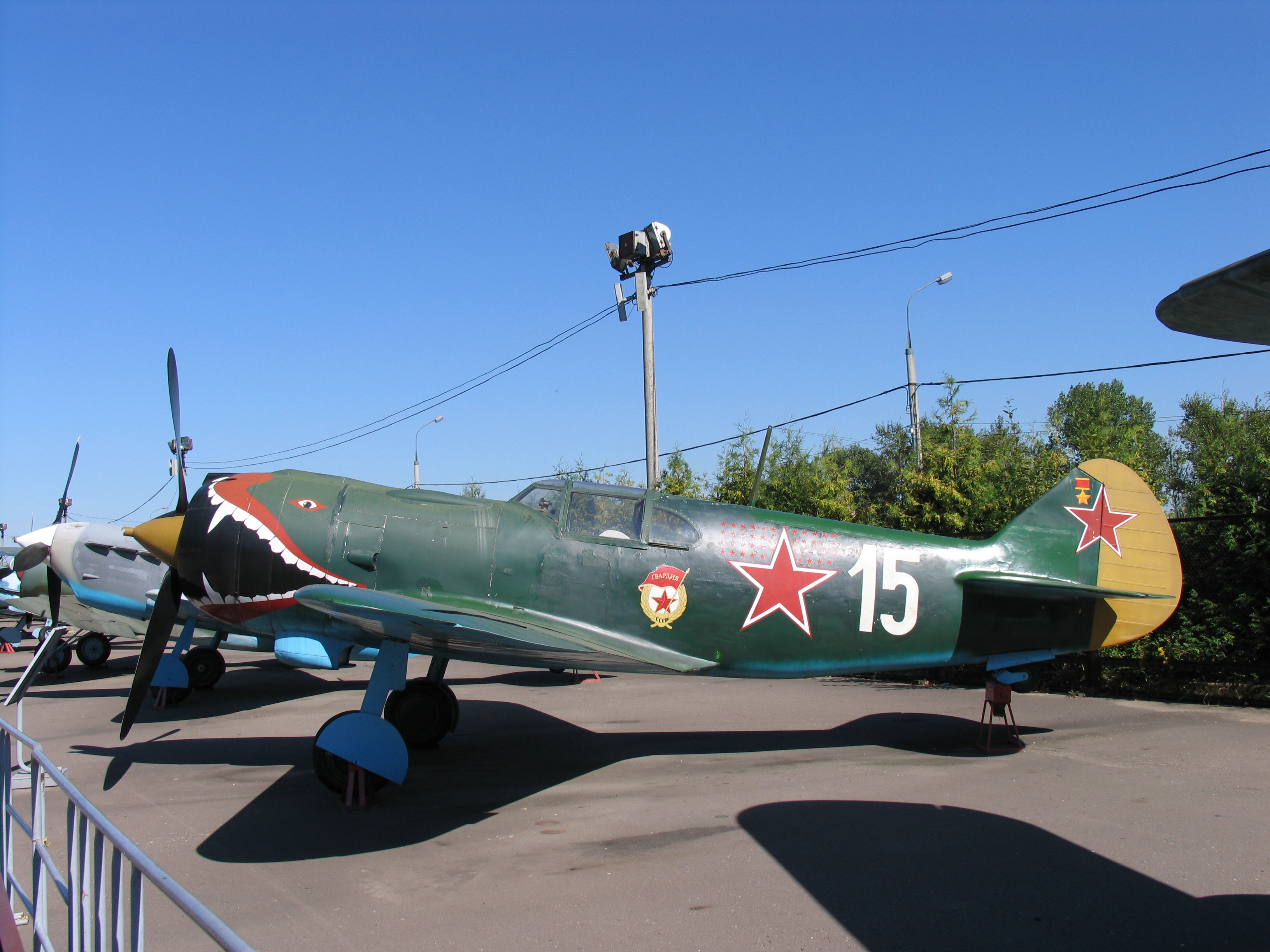
Un avió de caça soviètic Lavotxkin La 5, el tipus amb el qual la Lídia va obtenir les seves primeres victòries.

En començar l'invasió nazi de la Unió Soviètica al juny de 1941, Lídia va voler sumar-se voluntàriament a una unitat d'aviació militar, però va ser rebutjada per falta d'experiència. Llavors Lídia va exagerar la seva experiència afegint 100 hores de vol falses a la seva cartilla de pilot, de manera que va poder ser admesa en el 586è Regiment de Caça (586 IAP), format exclusivament per dones, que havia estat creat per Marina Raskova. Allà es va entrenar en un avió Iakovlev Iak-1.
| « | Una vegada, a Engels, van fer sortir a la Lilya de la formació matutina. Portàvem uniforme d'hivern, i havia tallat les vores superiors de les seves botes altes de pell a fi de fer-se un coll de pell per al vestit de vol. Marina Raskova, la nostra comandant, li va preguntar quan havia fet això, i Lylia va contestar: "Durant la nit". Lylia volia vestir a la seva manera. Raskova li va dir que durant la següent nit, en comptes de dormir, tornaria a cosir la pell al seu lloc. […] Era molt estrany: hi havia una guerra en marxa, i aquesta noia rossa estava pensant en el coll del seu vestit. Em vaig preguntar: quina mena de pilot serà aquesta, si només li preocupa el seu coll i el seu aspecte? | » |
| — Inna Pasportnikova, mecànica de Lídia, A. Noggle i C. White: Un Ball amb la Mort: aviadores soviètiques a la Segona Guerra Mundial | |   |

### Victoriosa enel regiment dels homes
La Lídia Litviak va fer les seves primeres missions de combat a l'estiu de 1942, sobre Saràtov. Al setembre l'assignaren al costat de Kàtia Budànova, sis dones pilots i personal de terra femení al 437 IAP, un regiment masculí comú que lluitava a Stalingrad, on queien homes i màquines per milers. Allà va pilotar un caça Làvotxkin La-5 i el 13 de setembre de 1942 va abatre les seves dues primeres aeronaus enemigues sobre Stalingrad. La seva primera caça, aconseguida en la segona missió que realitzava, va ser un bombarder Junkers Ju 88 o potser un Heinkel He 111, en cooperació amb el comandant del regiment.
Minuts després aconseguia la seva primera victòria en solitari, fent caure un caça Messerschmitt Bf 109 G-2 "Gustav" pilotat per un as amb 11 victòries i condecorat amb la Creu de Cavaller de la Creu de Ferro: el sergent Erwin Maier de la 2a Staffel, Jagdgeschwader 53. Maier va poder saltar en paracaigudes i va ser capturat per les tropes soviètiques. Llavors va demanar que el deixessin conèixer l'as soviètic que havia estat capaç d'abatre'l. Quan li van presentar a Lídia, una noia menuda que acabava de complir 21 anys, va creure que els russos li estaven gastant una broma.
| « | Algunes vegades els homes pilotaven el mateix avió que Lilya, perquè hi havia pocs aparells. Lilya era molt petita i baixeta, i cada vegada que els nois volaven amb ell, jo havia d'ajustar els pedals del timó, i després ajustar-los de nou quan Lilya anava a pilotar. Els meus amics em deien que jo sempre estava amb les cames amunt, perquè havia de ficar-me de cap a la cabina per corregir els pedals. | » |
| — Inna Pasportnikova, mecànica de Lídia, A. Noggle i C. White: Un Ball amb la Mort: aviadores soviètiques a la Segona Guerra Mundial | |   |

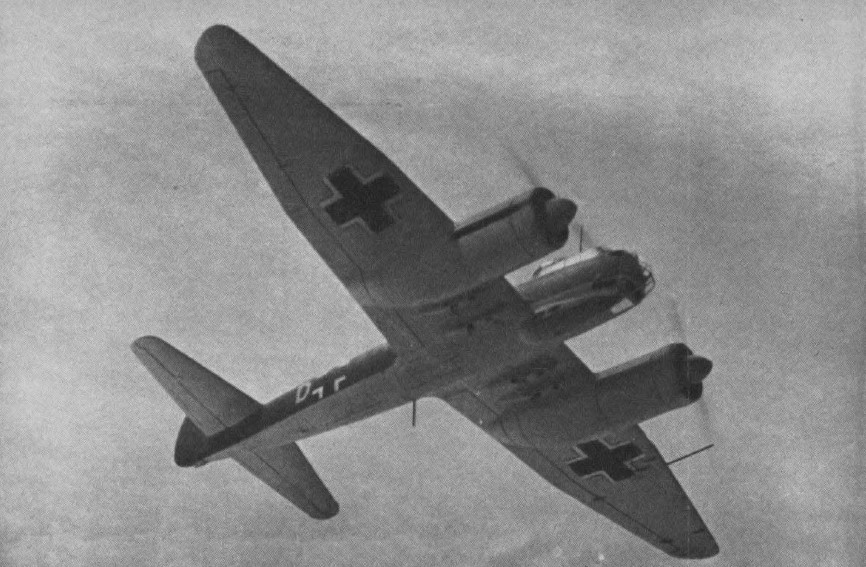
Bombarder nazi Junkers Ju 88. Lídia va fer caure almenys dues d'aquestes unitats i potser tres.

El 27 de setembre Lídia va començar a cridar l'atenció dels seus superiors, abatent un altre bombarder Stuka en solitari i un Bf 109 juntament amb Raïssa Beliàieva. Llavors Lídia, a la qual tots anomenaven Lily o Lilya (rus: Лилия, lliri), es va fer pintar un lliri blanc al seu avió com a element distintiu. Però des de la distància, aquest lliri semblava més aviat una rosa. Naixia la llegenda de la Rosa Blanca de Stalingrad, la noia de 21 anys que feia fugir als pilots nazis tot just distingien aquella flor mortífera pintada al seu fuselatge. A finals de 1942, Lídia va ser traslladada al 9è Regiment de caces de la Guàrdia (9 GvIAP), una unitat d'elit.

### La caçadora per lliure
Llavors, l'11 de febrer de 1943, poc després de la victòria soviètica a Stalingrad, Lidia va abatre dos avions nazis: un Junkers Ju 87 Stuka en solitari i un Focke-Wulf Fw 190 compartit amb Alexei Solomatin. Així va assolir les cinc victòries, i Lídia es va convertir en un dels dos únics asos femenins de la història de l'aviació militar mundial (l'altra és la seva camarada Kàtia Budànova). Tot just 12 dies després va ser condecorada amb l'Orde de l'Estrella Roja, ascendida a subtinent i seleccionada per prendre part en un grup aeri tàctic d'elit anomenat okhotniki, o caçadors per lliure. Això consistia en el fet que dos pilots experimentats s'enlairaven per buscar blancs enemics seguint el seu propi criteri i iniciativa, en lloc de fer-ho com a part d'una operació més gran i més controlada.
| « | Quan Lilya s'aproximava a l'aeròdrom després d'una victòria, era impossible veure-la; volava a molt baixa altitud i es posava a fer acrobàcies sobtadament sobre el camp d'aviació. El comandant del regiment bramava: "La destrossaré per això! Li donaré una lliçó!". Després d'aterrar i córrer fins a la nostra posició, Lilya preguntava: "M'ha cridat molt el pare?" I ell li cridava, i després admirava el que havia fet. En aquestes ocasions volava tan baix que les cobertes dels avions s'agitaven i se les portava el vent que produïa en passar. | » |
| — Inna Pasportnikova, mecànica de Lídia, A. Noggle i C. White: Un Ball amb la Mort: aviadores soviètiques a la Segona Guerra Mundial | |   |

El 23 de març va resultar ferida i va haver de fer un aterratge forçós pels danys soferts en combat, però es va recuperar aviat. Entre març i maig va abatre sense ajuda quatre caces Messerschmitt i Focke-Wulf així com un bombarder Junkers Ju 88, transformant-se així també en un as en solitari.

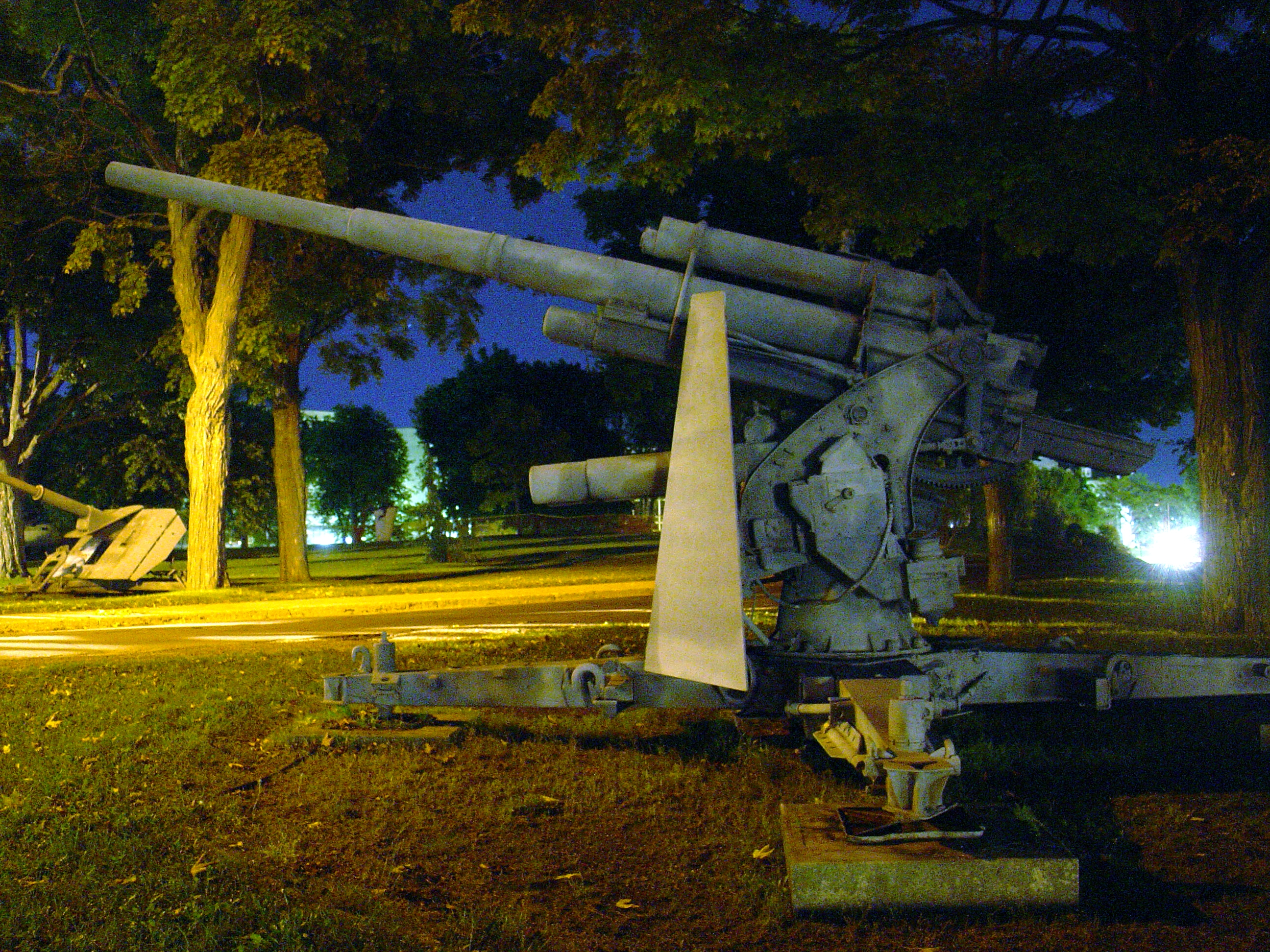
Peça d'artilleria antiaèria Flak de 88 mm com les que protegien per desenes els globus d'observació alemanys.

El 21 de maig el seu company i igualment as soviètic Alexei Solomatin va morir a la vista de tot el regiment mentre instruïa un pilot novell. Lídia va quedar molt afectada, i va escriure una carta a la seva mare explicant-li que havia estat enamorada d'ell. La mecànic de Lídia, sergent major Inna Pasportnikova, va dir el 1990 que a partir d'aquest moment Lídia només volia volar en missions de combat, i que ara lluitava amb fúria i desesperació.
El 31 de maig Lídia es va presentar voluntària per abatre un blanc dificilíssim, un globus d'observació artiller manejat per un oficial alemany. Usant aquests globus, l'enemic podia assignar blancs precisos per a l'artilleria des de gran distàncies, causant greu devastació. Molts pilots ja l'havien intentat destruir abans, però havien estat rebutjats pel dens cinturó de foc antiaeri que el protegia. En el primer intent Lídia va ser rebutjada també, però després va proposar al seu comandant un nou pla: l'atacaria des de darrere, volant en un ampli cercle sobre territori controlat pels nazis. Així ho va fer, i va poder destruir el globus amb una ràfega de munició traçadora capaç d'incendiar l'hidrogen que el mantenia en l'aire.
| « | Després d'enlairar-se, no va pas volar cap a la línia del front, sinó paral·lela a la mateixa, cap a l'àrea on els alemanys no tenien ni tropes ni artilleria. Allà va travessar la línia del front per volar cap a la seva rereguarda, escollint l'hora del dia en què podria aproximar-se al globus des de la direcció del Sol. Ningú s'esperava que Lilya aparegués per aquest costat. Va obrir foc, i el dirigible va començar a cremar-se i va caure a terra... | » |
| — Inna Pasportnikova, mecànica de Lídia, A. Noggle i C. White: Un Ball amb la Mort: aviadores soviètiques a la Segona Guerra Mundial | |   |

El 13 juny 1943 la van nomenar comandant del 296 IAP, que aviat va passar a anomenar-se 3r esquadró del 73è Regiment de caces de la Guàrdia. Allà, el 16 juliol 1943 va resultar ferida i va haver de fer un aterratge d'emergència pels danys de nou, en una batalla aèria on faria caure un Messerschmitt que segons algunes fonts portava un As de Piques pintat al fuselatge, el que es correspondria amb algun as alemany.

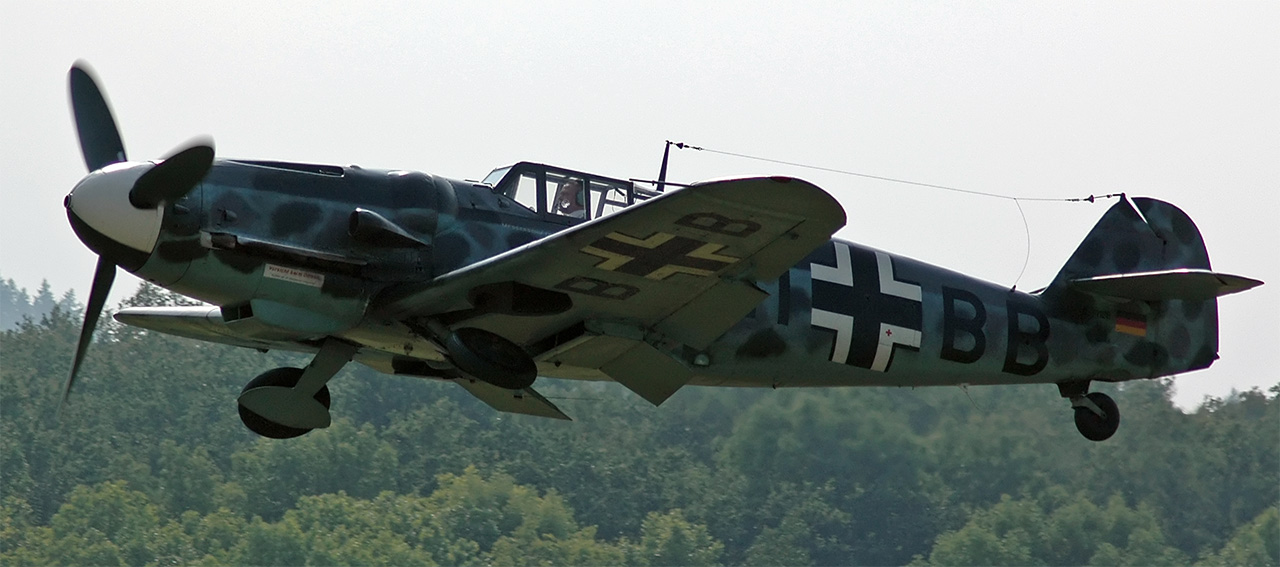
El mític caça alemany Messerschmitt Bf 109 (unitat reconstruïda en l'actualitat). Lídia va enderrocar fins a deu d'aquests perillosos avions, almenys un d'ells pilotat per un as nazi, i va morir també a les seves mans.

Però el 19 de juliol Lídia estava volant de nou, i per quan va acabar el mes havia aconseguit destruir tres caces Messerschmitt enemics més. La seva darrera victòria confirmada es va produir el 31 de juliol.
| « | Després que l'abatessin per primera vegada, li van donar un avió Iak-1 nou. Els nois volien impedir que seguís volant perquè volien salvar-la, però això va resultar impossible: Lilya era una comandant de vol. | » |
| — Inna Pasportnikova, mecànica de Lídia, A. Noggle i C. White: Un Ball amb la Mort: aviadores soviètiques a la Segona Guerra Mundial | |   |

### L'última missió
L'endemà, l'1 d'agost de 1943, la batalla de Kursk (sector sud) prosseguia en tota la seva intensitat. Lidia va sortir a combatre aquest dia quatre vegades, i es creu que va aconseguir una altra victòria durant el matí. Finalment, durant la quarta missió de la jornada, mentre escortava un vol d'avions d'atac Iliuxin Il-2 Sturmovik, quatre Me Bf 109 els van atacar des de dalt, colpejant el Iak-1 de Lídia amb foc de metralladora. Els seus acompanyants la van veure caure cap als núvols als seus peus. El pilot soviètic Ivan Borisenko va descendir per mirar de trobar-la, encara que no hi havia pas cap paracaigudes, ni explosió, ni fum visible, sense èxit. Però Lidia mai va tornar. Només tenia 21 anys.

## Memòria
Com que no es va poder recuperar el seu cadàver, les autoritats soviètiques van creure que podia haver estat capturada, la qual cosa li impedia concedir-la el títol d'Heroïna de la Unió Soviètica. Encara que, sens dubte, va mantenir les seves ordes de la Bandera Roja, de l'Estrella Roja i les dues de la Guerra Patriòtica.
Llavors, la seva mecànica Inna Pasportnikova es va embarcar en una recerca de 36 anys per trobar les restes del Iakovlev Iak-1 on Lídia va ser vista per última vegada. Familiars de Lídia, el públic i els mitjans de comunicació soviètics li van donar suport en la seva tasca. Inna i els seus ajudants feien servir un detector de metalls per localitzar llocs on un avió pogués haver estat abatut. El 1979, després de descobrir més de 90 llocs on altres pilots havien caigut, es van assabentar que una dona pilot no identificada va ser enterrada a la localitat de Dmitrievka (óblast de Donetsk), amb una ferida mortal al cap. Aquest lloc és molt a prop del punt on va ser abatuda.
Alguns autors han plantejat dubtes sobre el seu destí final sense aportar cap prova. Yekaterina V. Vaschenko, conservadora del Museu Litviak, assegura que el cos va ser desenterrat i examinat per especialistes forenses, determinant que pertanyia a l'aviadora.
El 6 de maig de 1990, el President de l'URSS Mikhaïl Gorbatxov va condecorar finalment a la tinent primera Lídia Litviak amb l'Estrella d'Or d'Heroïna de la Unió Soviètica, com a as desapareguda en acció.
Lídia dona nom a un carrer de Moscou, té un monument a la seva memòria a Krasnyi Lutx (Ucraïna) i està en el Llibre Guinness de Rècords com la dona amb més victòries aconseguides de tota la història de l'aviació. Apareix també com a personatge en diverses sèries d'anime.

### Resum de victòries de las soviètica Lídia Litviak

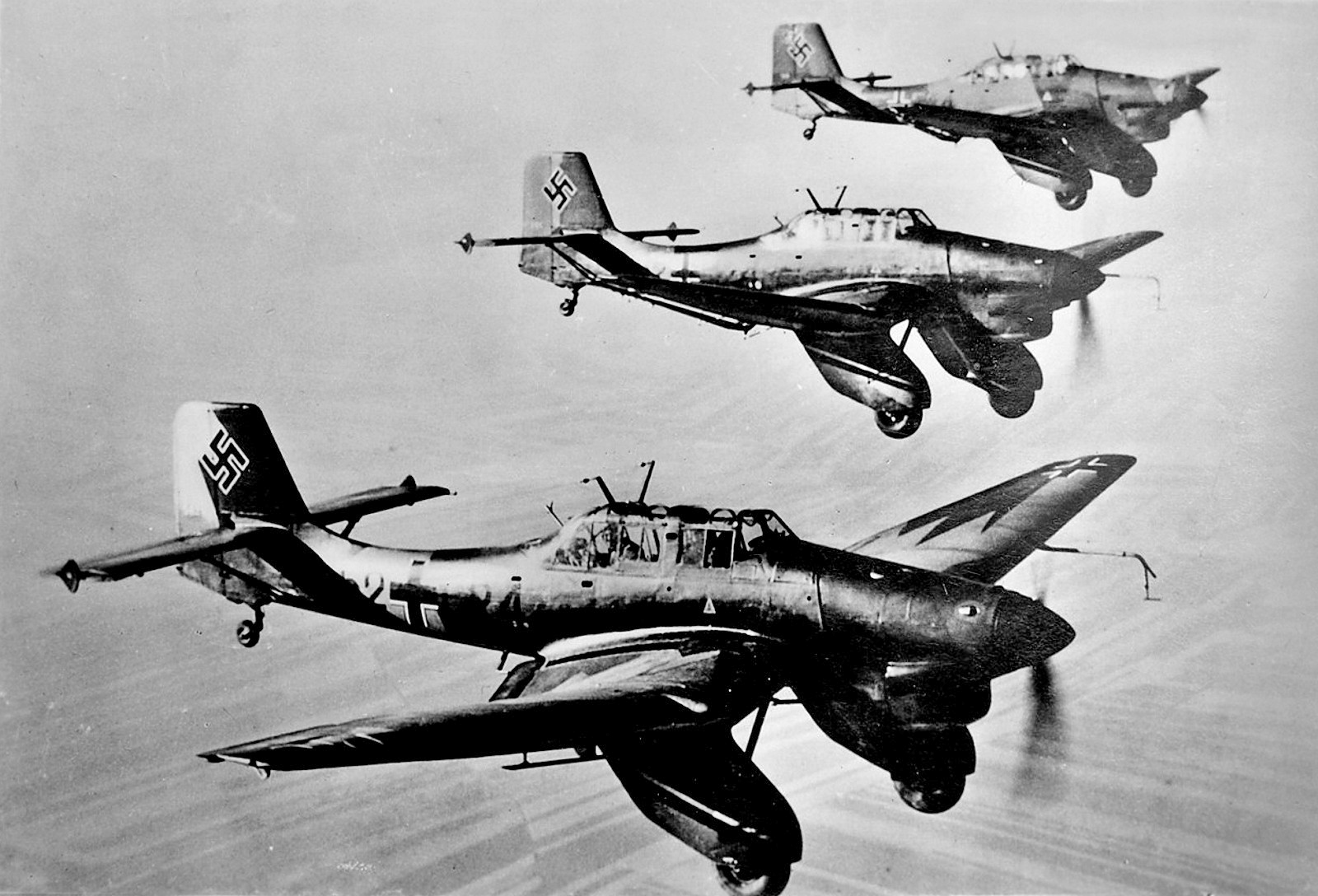
La Lídia també va abatre un dels famosos avions d'atac en picat Junkers Ju 87 Stuka com els de la foto, que ja s'havien utilitzat al servei del bàndol nacional en la Guerra Civil espanyola.

### Resum de victòries de l'assoviètica Lídia Litviak[5][8]
| Data       | Lloc           | Enemic abatut                                                                      | Pilotant        | Unitat     | En solitari? | Confirmat? |
| ---------- | -------------- | ---------------------------------------------------------------------------------- | --------------- | ---------- | ------------ | ---------- |
| 13.09.1942 | Stalingrad     | Bombarder Junkers Ju 88 · o Heinkel He 111                                         | Lavotxkin La-5  | 437 IAP    | No           | Sí         |
|            |                | ♠ Caça Messerschmitt Bf 109G pilotat · per l'as Erwin Maier (triple Creu de Ferro) | Lavotxkin La-5  | 437 IAP    | Sí           | Sí         |
| 27.09.1942 | Stalingrad     | Bombarder Junkers Ju 88                                                            | Lavotxkin La-5  | 437 IAP    | Sí           | Sí         |
|            |                | Caça Messerschmitt Bf 109                                                          | Lavotxkin La-5  | 437 IAP    | No           | Sí         |
| 01.03.1943 | Front Oriental | Avió d'atac Junkers Ju 87 Stuka                                                    | Iákovlev Iak 1b | 9 GvIAP    | Sí           | Sí         |
|            |                | Caça Focke-Wulf Fw 190                                                             | Iákovlev Iak 1b | 9 GvIAP    | No           | Sí         |
| 22.03.1943 | Rostov del Don | Bombarder Junkers Ju 88                                                            | Iákovlev Iak 1b | 9 GvIAP    | Sí           | Sí         |
|            |                | Caça Messerschmitt Bf 109                                                          | Iákovlev Iak 1b | 9 GvIAP    | Sí           | Sí         |
| 05.05.1943 | Front Oriental | Caça Messerschmitt Bf 109                                                          | Iákovlev Iak 1b | 9 GvIAP    | Sí           | Sí         |
| 07.05.1943 | Front Oriental | Caça Messerschmitt Bf 109                                                          | Iákovlev Iak 1b | 9 GvIAP    | Sí           | Sí         |
| 31.05.1943 | Front Oriental | Globus d'observació artillera protegit · per densos cinturons de Flak antiaèria    | Iákovlev Iak 1b | 9 GvIAP    | Sí           | Sí         |
| 16.07.1943 | Front Oriental | ♠ Caça Messerschmitt Bf 109 "amb · un As de Picas pintat al fuselatge"             | Iákovlev Iak 1b | 3–73 GvIAP | Sí           | Sí         |
| 19.07.1943 | Front Oriental | Caça Messerschmitt Bf 109                                                          | Iákovlev Iak 1b | 3–73 GvIAP | Sí           | Sí         |
| 31.07.1943 | Donetsk        | Caça Messerschmitt Bf 109                                                          | Iákovlev Iak 1b | 3–73 GvIAP | Sí           | Sí         |
|            |                | Caça Messerschmitt Bf 109                                                          | Iákovlev Iak 1b | 3–73 GvIAP | Sí           | Sí         |
| 01.08.1943 | Donetsk        | Caça Messerschmitt Bf 109                                                          | Iákovlev Iak 1b | 3–73 GvIAP | No           | No         |
| 01.08.1943 | Donetsk        | Desapareguda després de ser abatuda · per 4 caces Messerschmitt Bf 109             | Iákovlev Iak 1b | 3–73 GvIAP |              |            |